# Passos Maia
Passos Maia là một đô thị thuộc bang Santa Catarina, Brasil. Đô thị này có diện tích 614,432 km², dân số năm 2007 là 4472 người, mật độ 9,6 người/km².